# Robban Bäck

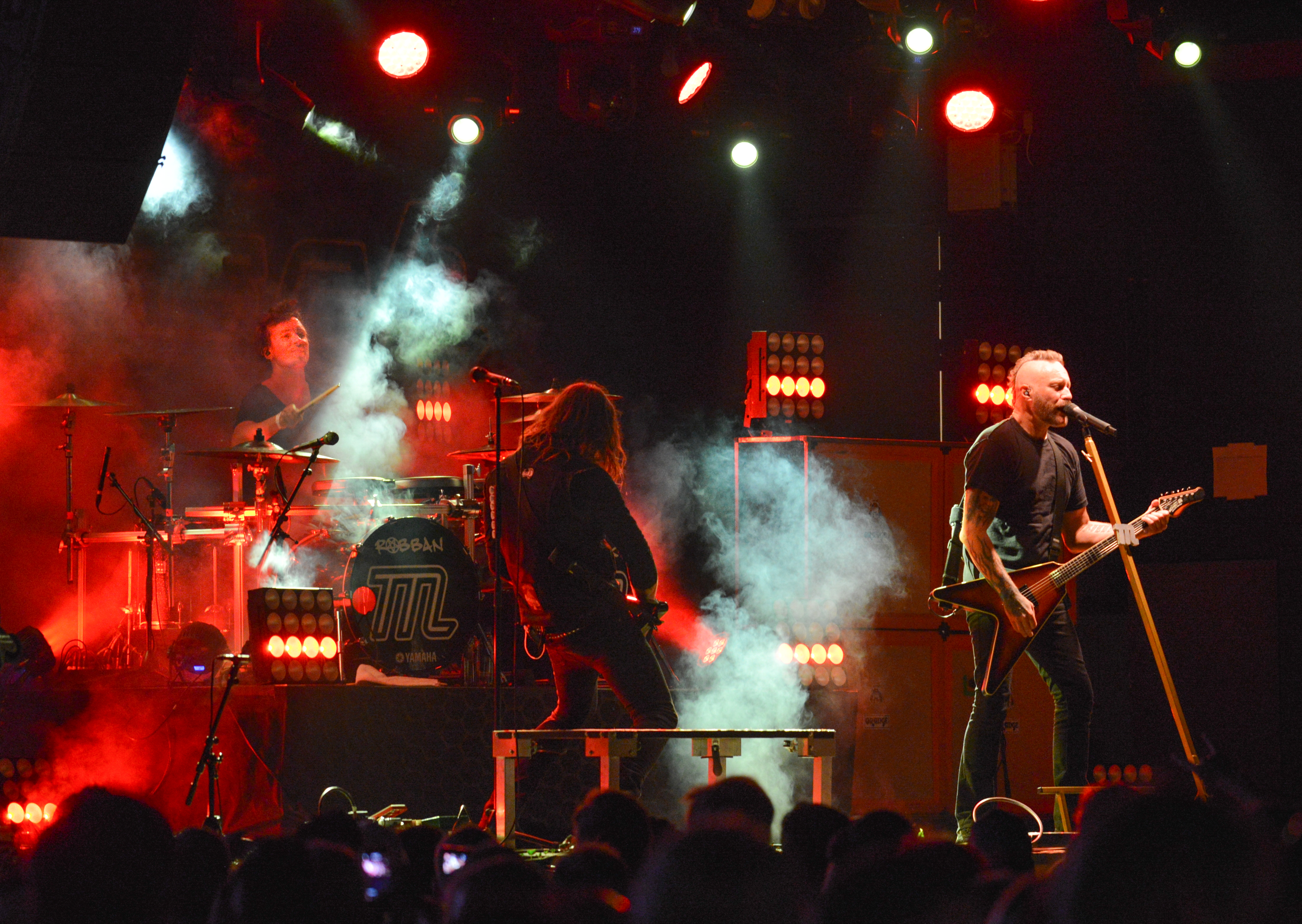
Mustasch under ett gig på Rockfesten i Kungsträdgården i Stockholm 2018. Robban bakom trumsettet.

Robban Bäck, född Robert Wilhelm Bäck den 10 januari 1985 i Falun, är en svensk trummis som spelar i bandet Mustasch. Bäck har tidigare spelat med bland andra Balls, Baltimoore, Billion Dollar Babies, Kitto, Prey, Sabaton, Eclipse, Ammunition, Scalp, och Qwan.